# John Francis Dillon
Pour les articles homonymes, voir Dillon.
John Francis Dillon (connu aussi sous le nom de Jack Dillon) est un acteur et réalisateur américain né le 13 juillet 1884 à New York et décédé à Los Angeles le 4 avril 1934.

## Filmographie partielle

### Comme réalisateur

#### Années 1910
- 1914 : The Key to Yesterday
- 1914 : His Taking Ways
- 1915 : Cats, Cash and a Cook Book
- 1915 : Curing Father
- 1915 : Deserted at the Auto
- 1915 : One to the Minute
- 1915 : Almost a Widow
- 1915 : Johnny the Barber
- 1915 : Anita's Butterfly
- 1915 : Two Hearts and a Thief
- 1915 : Kiddus, Kids and Kiddo
- 1916 : Getting in Wrong
- 1916 : Some Night
- 1916 : Bungling Bill's Burglar
- 1916 : Walk This Way
- 1916 : Daddy's Political Dream
- 1916 : Igorrotes' Crocodiles and a Hat Box
- 1916 : Heaven Will Protect a Woiking Goil
- 1916 : The Battle of Cupidovitch
- 1916 : Too Much Married
- 1916 : Love, Dynamite and Baseballs
- 1916 : More Truth Than Poetry
- 1916 : Bungling Bill's Peeping Ways
- 1916 : Search Me!
- 1916 : The Lion Hearted Chief
- 1916 : Knocking Out Knockout Kelly
- 1916 : A Mix-Up in Photos
- 1916 : Slipping It Over on Father
- 1916 : Bungling Bill, Doctor
- 1916 : A Mixup at Rudolph's
- 1916 : Chinatown Villains
- 1916 : National Nuts
- 1916 : Nailing on the Lid
- 1916 : His Blowout
- 1916 : Delinquent Bridegrooms
- 1916 : The Iron Mitt
- 1916 : When Papa Died
- 1916 : Just for a Kid
- 1916 : Hired and Fired
- 1916 : A Deep Sea Liar
- 1916 : For Ten Thousand Bucks
- 1916 : Bungling Bill's Dress Suit
- 1917 : A Male Governess
- 1917 : Her Finishing Touch
- 1917 : A Dishonest Burglar
- 1917 : A Bachelor's Finish
- 1917 : Hobbled Hearts
- 1917 : Wheels and Woe
- 1917 : A Berth Scandal
- 1917 : Twin Troubles
- 1917 : His Sudden Rival
- 1917 : A Hotel Disgrace
- 1917 : Aired in Court
- 1917 : A Warm Reception
- 1917 : L'Escapade de Corinne (Indiscreet Corinne)
- 1918 : La Revanche de Betty (Betty Takes a Hand)
- 1918 : Limousine Life
- 1918 : Héritière d'un jour (Heiress for a Day)
- 1918 : Nancy Comes Home
- 1918 : The Love Swindle
- 1918 : Beans
- 1918 : Un mari pour Gilberte (She Hired a Husband)
- 1919 : Tapering Fingers
- 1919 : A Taste of Life
- 1919 : The Flip of a Coin
- 1919 : Le Plateau de cire (The Silk-Lined Burglar)
- 1919 : Green-Eyed Johnny
- 1919 : Rêves dorés (The Follies Girl)
- 1919 : Cyclone Smith, l'invincible (A Prisoner for Life)
- 1919 : Prisonnière de l'amour  (Love's Prisoner)
- 1919 : Happy Returns
- 1919 : Temporary Alimony
- 1919 : The Tea Hound
- 1919 : Burglar by Proxy

#### Années 1920
- 1920 : Rêve et Réalité (Suds)
- 1920 : The Right of Way (en)
- 1920 : Les Oiseaux noirs (Blackbirds)
- 1921 : The Plaything of Broadway
- 1921 : Children of the Night
- 1921 : The Roof Tree
- 1922 : Héritage de haine (Gleam O'Dawn)
- 1922 : The Yellow Stain
- 1922 : The Cub Reporter
- 1922 : Calvert's Valley
- 1922 : Man Wanted
- 1923 : Le Violon brisé (The Broken Violin)
- 1923 : The Self-Made Wife
- 1923 : The Huntress
- 1923 : Flaming Youth
- 1924 : Lilies of the Field
- 1924 : Une jeune fille qui se lance (The Perfect Flapper)
- 1924 : La Maison des rêves (en)  (Flirting with Love)
- 1925 : Que les aveugles voient !  (If I Marry Again)
- 1925 : Le Masque brisé (One Way Street)
- 1925 : Chickie
- 1925 : The Half-Way Girl
- 1925 : We Moderns
- 1926 : Too Much Money
- 1926 : Don Juan's Three Nights
- 1926 : Midnight Lovers
- 1926 : Love's Blindness
- 1927 : The Sea Tiger
- 1927 : The Prince of Headwaiters
- 1927 : Smile, Brother, Smile
- 1927 : The Crystal Cup
- 1927 : L'Éclair d'argent (Man Crazy)
- 1928 : The Noose
- 1928 : The Heart of a Follies Girl
- 1928 : Out of the Ruins
- 1928 : La Danseuse captive (Scarlet Seas)
- 1929 : Mademoiselle et son chauffeur (Children of the Ritz)
- 1929 : Careers
- 1929 : L'Âge ardent (Fast Life)
- 1929 : Sally

#### Années 1930
- 1930 : Spring Is Here
- 1930 : Bride of the Regiment
- 1930 : The Girl of the Golden West
- 1930 : One Night at Susie's
- 1930 : Kismet
- 1931 : Millie
- 1931 : The Finger Points
- 1931 : The Reckless Hour
- 1931 : The Pagan Lady
- 1932 : Le Visage masqué (Behind the Mask)
- 1932 : The Cohens and Kellys in Hollywood (en)
- 1932 : Man About Town
- 1932 : Fille de feu (Call Her Savage)
- 1933 : Humanity
- 1933 : 'Tis Spring
- 1934 : The Big Shakedown

### Comme acteur
- 1911 : The Chief's Daughter de David W. Griffith
- 1913 : Three Friends de David W. Griffith
- 1914 : The Man in the Couch d'Edward Dillon
- 1914 : The Political Boss de Carlyle Blackwell
- 1914 : Bess the Detectress in the Dog Watch d'Allen Curtis
- 1914 : Shannon of the Sixth de George Melford
- 1914 : A Dramatic Mistake
- 1914 : The Rajah's Vow de George Melford
- 1914 : The Primitive Instinct de George Melford
- 1914 : The Key to Yesterday  de lui-même
- 1914 : The Bold Banditti and the Rah, Rah Boys de Marshall Neilan
- 1915 : His Wife's Husband d'Al Christie
- 1926 : The Test of Donald Norton de B. Reeves Eason